# Elizabeth FitzAlan
Elizabeth FitzAlan (8 luglio 1366 – Hoveringham, 1425) è stata una nobile inglese ed antenata di tre regine d'Inghilterra (Anna Bolena, Caterina Howard e Giovanna Grey), nonché di altri rilevanti membri dell'aristocrazia inglese.

## Biografia
Nacque nel Derbyshire da Richard FitzAlan, XI conte di Arundel e dalla prima moglie Elizabeth de Bohun. Sua madre era a sua volta figlia di William de Bohun, I conte di Northampton e di Elizabeth de Badlesmere.
Discendendo Elizabeth dall'unione di due famiglie di alto lignaggio ed influenza politica, la sua mano fu oggetto di diverse trattative matrimoniali tanto che salì all'altare quattro volte.
Il primo marito fu William Montacute, membro della famiglia Montacute (o Montagu), che sposò nel 1378. Il matrimonio durò fino al 6 agosto 1383, data di morte di William in seguito ad una giostra a Windsor.
Il secondo matrimonio pattuì l'alleanza politica tra i FitzAlan ed i Mowbray, uniti contro Riccardo II d'Inghilterra: Nel 1384 Elizabeth venne data in sposa a Thomas de Mowbray, I duca di Norfolk e diede al marito quattro figli:
- Thomas de Mowbray, IV conte di Norfolk (17 settembre 1385-8 giugno 1405);
- Margaret de Mowbray (1388-1437), che sposò Sir Robert Howard (1385 - 1436);
- John de Mowbray, II duca di Norfolk (1392 – 19 ottobre 1432);
- Isabel de Mowbray (1400-27 settembre 1452), che sposò James Berkeley, I barone Berkeley.

L'attività politica intrapresa da Norfolk comportò tuttavia la confisca di terre e titoli nonché la sua espulsione dal regno. Morì a venezia di peste nel 1399, prima della nascita dell'ultima figlia.
Con quattro figli ancora minori avuti da un ribelle deceduto in esilio e i cui averi erano stati sequestrati dalla corona, Elizabeth si trovava nella posizione di dover assicurarsi una qualche protezione attraverso un'altra unione matrimoniale. Il terzo marito fu Sir Robert Goushill (o Gousel) che sposò nel 1401. La famiglia di Robert, che era stato già dal 1390 alleato di Thomas de Mowbray, vantava grandi proprietà terriere nel Nottinghamshire e nel Derbyshire dal XIII secolo.
Da questa terza unione nacquero altre due figlie:
- Elizabeth Goushill o Gousell (1401-1491), futura moglie di Sir Robert Wingfield di Letheringham;
- Joan Goushill or Gousell (1402-?), sposa di Thomas Stanley, I barone Stanley.

Robert rimase ucciso nella battaglia di Shrewsbury il 21 luglio 1403. Elizabeth commissionò per lui una tomba in alabastro nella chiesa di San Michele a Hoveringham, tuttora presente.
Rimase vedova per otto anni fino a che contrasse un quarto matrimonio con Sir Gerald Usflete, steward del duca di Lancaster.
Dopo la morte del quarto marito nel 1420, Elizabeth tornò a vivere a Hoveringham dove morì cinque anni dopo.

## Ascendenza
|                                          |                                                              |                                                              | Genitori                         |  |  | Nonni |  |  | Bisnonni                             |  |  | Trisnonni                               |  |
|                                          |                                                              |                                                              |                                  |  |  |       |  |  | Edmund FitzAlan, IX conte di Arundel |  |  | Richard FitzAlan, VIII conte di Arundel |  |
|                                          |                                                              |                                                              |                                  |  |  |       |  |  | Edmund FitzAlan, IX conte di Arundel |  |  | Richard FitzAlan, VIII conte di Arundel |  |
|                                          |                                                              | Alice di Saluzzo                                             |                                  |  |  |       |  |  | Edmund FitzAlan, IX conte di Arundel |  |  |                                         |  |
| Richard FitzAlan, X conte di Arundel     |                                                              |                                                              |                                  |  |  |       |  |  | Edmund FitzAlan, IX conte di Arundel |  |  |                                         |  |
|                                          |                                                              | Alice de Warenne                                             | William de Warenne               |  |  |       |  |  |                                      |  |  |                                         |  |
|                                          |                                                              | Alice de Warenne                                             | William de Warenne               |  |  |       |  |  |                                      |  |  |                                         |  |
|                                          |                                                              | Alice de Warenne                                             | Joan de Vere                     |  |  |       |  |  |                                      |  |  |                                         |  |
| Richard FitzAlan, XI conte di Arundel    |                                                              | Alice de Warenne                                             |                                  |  |  |       |  |  |                                      |  |  |                                         |  |
|                                          |                                                              | Henry, III conte di Lancaster                                | Edmund, I conte di Lancaster     |  |  |       |  |  |                                      |  |  |                                         |  |
|                                          |                                                              | Henry, III conte di Lancaster                                | Edmund, I conte di Lancaster     |  |  |       |  |  |                                      |  |  |                                         |  |
|                                          |                                                              | Henry, III conte di Lancaster                                | Blanche d'Artois                 |  |  |       |  |  |                                      |  |  |                                         |  |
| Eleanor di Lancaster                     |                                                              | Henry, III conte di Lancaster                                |                                  |  |  |       |  |  |                                      |  |  |                                         |  |
|                                          |                                                              | Maud Chaworth                                                | Patrick V de Chaworth            |  |  |       |  |  |                                      |  |  |                                         |  |
|                                          |                                                              | Maud Chaworth                                                | Patrick V de Chaworth            |  |  |       |  |  |                                      |  |  |                                         |  |
|                                          |                                                              | Maud Chaworth                                                | Isabella de Beauchamp            |  |  |       |  |  |                                      |  |  |                                         |  |
| Elizabeth FitzAlan                       |                                                              | Maud Chaworth                                                |                                  |  |  |       |  |  |                                      |  |  |                                         |  |
|                                          | Humphrey de Bohun, IV conte di Hereford e III conte di Essex | Humphrey de Bohun, III conte di Hereford e II conte di Essex |                                  |  |  |       |  |  |                                      |  |  |                                         |  |
|                                          | Humphrey de Bohun, IV conte di Hereford e III conte di Essex | Humphrey de Bohun, III conte di Hereford e II conte di Essex |                                  |  |  |       |  |  |                                      |  |  |                                         |  |
|                                          | Humphrey de Bohun, IV conte di Hereford e III conte di Essex | Maud de Fiennes                                              |                                  |  |  |       |  |  |                                      |  |  |                                         |  |
| William de Bohun, I conte di Northampton | Humphrey de Bohun, IV conte di Hereford e III conte di Essex |                                                              |                                  |  |  |       |  |  |                                      |  |  |                                         |  |
|                                          |                                                              | Elizabeth d'Inghilterra                                      | Edward I, re d'Inghilterra       |  |  |       |  |  |                                      |  |  |                                         |  |
|                                          |                                                              | Elizabeth d'Inghilterra                                      | Edward I, re d'Inghilterra       |  |  |       |  |  |                                      |  |  |                                         |  |
|                                          |                                                              | Elizabeth d'Inghilterra                                      | Leonor di Castiglia              |  |  |       |  |  |                                      |  |  |                                         |  |
| Elizabeth de Bohun                       |                                                              | Elizabeth d'Inghilterra                                      |                                  |  |  |       |  |  |                                      |  |  |                                         |  |
|                                          |                                                              | Bartholomew de Badlesmere, I barone Badlesmere               | Guncelin de Badlesmere           |  |  |       |  |  |                                      |  |  |                                         |  |
|                                          |                                                              | Bartholomew de Badlesmere, I barone Badlesmere               | Guncelin de Badlesmere           |  |  |       |  |  |                                      |  |  |                                         |  |
|                                          |                                                              | Bartholomew de Badlesmere, I barone Badlesmere               | Joan FitzBernard                 |  |  |       |  |  |                                      |  |  |                                         |  |
| Elizabeth de Badlesmere                  |                                                              | Bartholomew de Badlesmere, I barone Badlesmere               |                                  |  |  |       |  |  |                                      |  |  |                                         |  |
|                                          |                                                              | Margaret de Clare                                            | Thomas de Clare, lord di Thomond |  |  |       |  |  |                                      |  |  |                                         |  |
|                                          |                                                              | Margaret de Clare                                            | Thomas de Clare, lord di Thomond |  |  |       |  |  |                                      |  |  |                                         |  |
|                                          |                                                              | Margaret de Clare                                            | Juliana FitzGerald               |  |  |       |  |  |                                      |  |  |                                         |  |
|                                          |                                                              | Margaret de Clare                                            |                                  |  |  |       |  |  |                                      |  |  |                                         |  |